# Pinellas Park
Pinellas Park é uma cidade localizada no estado americano da Flórida, no condado de Pinellas. Foi incorporada em 1915.

## Geografia
De acordo com o United States Census Bureau, a cidade tem uma área de 41,9 km², onde 40,2 km² estão cobertos por terra e 1,7 km² por água.

### Localidades na vizinhança
O diagrama seguinte representa as localidades num raio de 8 km ao redor de Pinellas Park.

## Demografia
Segundo o censo nacional de 2010, a sua população é de 49 079 habitantes e sua densidade populacional é de 1 221,76 hab/km². Possui 23 458 residências, que resulta em uma densidade de 583,96 residências/km².